# Winamp
Winamp è un software di riproduzione multimediale source available (disponibile con servizi aggiuntivi anche a pagamento).
È realizzato e distribuito da Nullsoft, società acquisita da AOL nel 1999. Gli sviluppatori sono Justin Frankel, Tom Pepper (creatori anche di Gnutella) e l'italiano Gianluca Rubinacci.
Nel settembre 2024, il codice sorgente è stato reso disponibile sotto licenza non libera, ma è stato rimosso un mese dopo.

## Storia

### Prime release
Winamp venne lanciato nel 1997, quando Justin Frankel e Dmitry Boldyrev, ex studenti dell'Università dello Utah, insieme a Gianluca Rubinacci integrarono l'interfaccia utente Windows di loro creazione con l'"Advanced Multimedia Products ("AMP")", motore di riproduzione per file MP3. Il nome Winamp (in origine WinAMP) era una crasi di "Windows" e "AMP". WinAMP 0.20a fu distribuito come freeware, in versione minimale il 21 aprile 1997. L'interfaccia mostrava solamente i tasti play, stop, pausa/riavvia, e non aveva finestre di menù. Un file poteva essere riprodotto solo digitandone il percorso tramite riga di comando o trascinandolo sull'icona del programma. La decodifica MP3 era svolta dal decoder AMP sviluppato dalla "Advanced Multimedia Products" co-fondata da Tomislav Uzelac, ed era di utilizzo libero e non commerciale.
WinAMP 0.92 fu lanciato sempre come freeware nel maggio 1997. In aggiunta al tipico riquadro stile Windows con la menù bar, si iniziò a intravedere la "classica" GUI Winamp: un rettangolo grigio scuro con un bottone a trascinamento con effetti 3d argento, uno slider per il volume verde/rosso, il tempo mostrato con un font a LED verdi ed il nome del pezzo suonato, il bitrate ed il "mixrate" in verde. Non c'era la barra di posizione e vi era uno spazio bianco dove più tardi sarebbe stato ospitato l'analizzatore di spettro e la forma d'onda. Il programma consentiva l'accodamento di mp3 multipli, sempre caricati tramite barra di comando o col metodo del drag and drop.

### Winamp successivi
La versione 1.006 fu pubblicata il 7 giugno 1997 e rinominata "Winamp" (minuscolo). La licenza AMP non commerciale era inclusa nel suo help menu.
Frankel fondò la Nullsoft Inc. nel gennaio 1998 e sviluppò di continuo Winamp, che passò dall'essere freeware ad essere distribuito con la formula dello shareware dal costo di 10 dollari. Nonostante con questa formula a pagamento non vi fossero funzionalità aggiuntive, la popolarità del programma e la sua calorosa accoglienza da parte degli utenti rese alla Nullsoft 100000 $ al mese per quell'anno, tutti derivanti da denaro inviato per posta.
Nel marzo 1998 uno sviluppatore e designer italiano, Marco Prelini, pubblica sul sito Layer3.org la prima rivisitazione della GUI di Winamp aprendone la strada alla personalizzazione grafica.
La versione 1.91, (18 aprile 1998), includeva, tra l'altro, anche il famoso audio MP3 che recitava la frase "Winamp, it really whips the llama's ass" preceduta da un'esplosione.
A luglio 1998, le varie versioni del programma erano state già scaricate oltre 3 milioni di volte.
Nel 2005 Winamp ha raggiunto i 57 milioni di utenti mensili, diventando il secondo lettore più usato al mondo dopo Windows Media Player. Nell'ottobre 2011 è stata pubblicata la prima versione beta per Macintosh.

### La chiusura e la rinascita
Il 20 novembre 2013, AOL ha annunciato che dopo la versione 5.66 il popolare lettore multimediale sarebbe stato chiuso, rimanendo scaricabile sul sito web fino al 20 dicembre 2013. Pochi giorni dopo è stata resa disponibile la versione 5.666 Build 3516 rimuovendo i servizi OpenCandy, Emusic, AOL Search, e AOL Toolbar dall'installazione, dichiarando che quella sarebbe stata l'ultima versione del lettore multimediale. Tuttavia il sito Winamp.com è rimasto accessibile anche dopo il 20 dicembre.
Il 15 gennaio 2014 Radionomy ha confermato l'acquisto di Winamp e del servizio radio online SHOUTcast da AOL. Radionomy è una start-up belga, che offre un servizio gratuito che consente la creazione di stazioni radio su internet (6.000 stazioni radio programmate dagli utenti a fine 2013): la società ha già sviluppato una nuova app mobile per iOS e Android che è stata distribuita alla fine del 2014.

#### Winamp 5.8
Il 18 ottobre 2018 uno degli sviluppatori di Winamp, Darren Owen, ha comunicato attraverso un tweet che una versione ancora in fase beta era stata trapelata ed è stata diffusa sul web, e che a seguito di ciò è stato reso disponibile il download della versione 5.8 beta sul sito di Winamp. Dopo otto anni dall'ultima versione, la 5.8 beta diventò quindi l'ultima versione per Windows.

#### Winamp 5.9
4 anni dopo, il 9 settembre 2022 è stato rilasciato Winamp 5.9. Questa versione non include nessuna nuova funzione ma ha come obbiettivo la migrazione del progetto da Visual Studio 2008 a Visual Studio 2019, oltre a migliorare il supporto per Windows 11, high-resolution audio e riproduzione di flussi HTTPS. Il sistema operativo minimo supportato è stato aumentato a Windows 7 SP1.
Il 6 dicembre 2022 è stato rilasciato Winamp 5.9.1, aggiungendo una funzionalità di riproduzione di NFT musicali. Nell'aprile 2023 è stato rilasciato Winamp 5.9.2 che, secondo gli stessi sviluppatori, è un aggiornamento minore rispetto alla versione precedente.

## Caratteristiche
Nato come un programma innovativo ed efficiente, dedicato specificamente alla riproduzione di qualità di brani musicali, col tempo è diventato un imponente software per gestire i più disparati aspetti della multimedialità, divenendo oggetto di critiche per aver perso la propria filosofia originale. È stato uno dei primi programmi in grado di leggere gli MP3, masterizzarli in formato WAV, e, successivamente, permettere la creazione di web radio.
Fra le principali funzionalità:
- Riproduce la totalità dei formati di file audio e video più diffusi, oltre ad avere la possibilità di visualizzare canali TV e Radio online.
- Permette una personalizzazione grafica, utilizzando le skin reperibili sul sito web, quella sonora, per mezzo del semplice equalizzatore base. Con una regolazione delle tonalità, l'equalizzazione permette di superare un limite del formato MP3, riguardo alle variazioni improvvise di timbro e tonalità, tipiche degli alti e bassi della musica lirica.
- Permette di realizzare media, quali canali radio e TV in Internet con risorse minime, per esempio web radio tramite il server SHOUTcast, realizzato dalla stessa NullSoft.
- Permette la creazione di playlist: il primo software che ha permesso di creare e salvare playlist con le proprie canzoni preferite. Un'apposita funzione consente di creare una playlist direttamente da una cartella di file musicali, oppure di ascoltare i brani musicali salvati in una cartella Internet con la relativa URL.
- Supporto dei Tag ID3 tra cui sottotitoli, ed eventuale traduzione del testo: fra i plug-in gratuiti installabili[19] c'è la possibilità di visualizzare i sottotitoli e la traduzione della canzone, se sono stati salvati nel file originario.
- auto-tag: simile a Shazam analizza una traccia mp3 e da solo recupera i tag ID3 dalla enorme banca dati del servizio gratuito Gracenote
- Normalizzazione del volume e del bitrate: un altro plug-in open-source, mp3Gain, consente la normalizzazione dei file audio, di assegnare un volume e un bitrate uguale per tutte le canzoni di un archivio.
- Possibilità di gestione luci, per mezzo di plug-in che riproducono luci psichedeliche sullo schermo, per ricreare un ambiente da discoteca in spazi ristretti. Un altro permette di gestire illuminazioni esterne tramite la porta parallela del PC, con il programma DiscoLitez.
- Facilità di creazione e gestione di streaming audio/video tramite plug-in.
- Sincronizzazione dei dati con gli iPod, e ascolto della propria musica non protetta da licenze proprietarie da qualsiasi computer, tramite un browser e il componente Winamp Remote.

### Evoluzioni future
La funzione di autotagging non analizza le scelte musicali compiute nel tempo dall'utente (playlist, radio, o streaming ascoltati), con autoapprendimento sia dall'analisi delle tracce audio/video che dai metadati tag ID3 che li accompagnano, che dai parametri settati dall'utente su Winamp, in termini di:
- genere-artista;
- preferenze "tecniche" quali bitrate, formato audio, surround, equalizzazione, regolazione dei bassi, uso di sottotitoli o video, in modo da cercare su Internet e proporre file audio/video coerenti, da scaricare o da ascoltare in streaming.

Come annunciato dalla stampa internazionale, il software e i relativi servizi web non sono più disponibili sul sito di AOL per il download dal 21 dicembre 2013.

## Versioni

### Versione per Mac OS X
Il 26 ottobre 2011 è stata pubblicata la prima beta di Winamp per Mac, definita "Winamp for Mac Sync Beta". Questa versione permette la sincronizzazione del programma con la libreria di iTunes dell'utente, e successivamente di sincronizzarla con il proprio telefono Android grazie a Winamp per Android.

### Versione per Android
Distribuito come versione beta nel mese di ottobre 2010, la versione Android 2.1 (e successive) include la sincronizzazione con Winamp desktop (versione 5.59 beta+) via USB o Wi-Fi.

### Versioni di Winamp
| Versioni principali | Data distribuzione |
| ------------------- | ------------------ |
| Winamp 1            | giugno 1997        |
| Winamp 2            | settembre 1998     |
| Winamp 3            | agosto 2002        |
| Winamp 5            | dicembre 2003      |
| Winamp 5.5          | ottobre 2007       |
| Winamp 5.6          | novembre 2010      |
| Winamp 5.8 (beta)   | ottobre 2018       |